# Jan Tleskač
Jan Tleskač je fiktivní postava z díla Jaroslava Foglara Záhada hlavolamu, resp. ze Stínadelské trilogie. V televizním seriálu Záhada hlavolamu (1969) ho ztvárnil Jaromír Hanzlík.

## Charakteristika
Jan Tleskač byl nalezenec, jméno mu bylo přiděleno úředně. Hlavolam – ježka v kleci – držel v ruce, když ho nalezli sedět na ulici. Učil se zámečníkem a ve své skryté dílně neustále něco vytvářel. Toužil sestrojit létající kolo, jež se mu nakonec podařilo zkonstruovat, plány před svou smrtí uschoval do plechovky a hlavolamu zvaného Ježek v kleci. Plány v plechovce spálil, a tak celý plán byl pouze v ježkovi. Zemřel v sobotu 21. října (rok není uveden ani pro dobrodružství Rychlých Šípů, ani pro události z Tleskačova deníku, podle reálného kalendáře by rok Tleskačova úmrtí mohl být 1905, 1911, 1916, nebo 1922), pádem ze zvonice v kostele sv. Jakuba ve Stínadlech. Podle oficiálního románového vyšetřování se mladý Tleskač údajně houpal na laně a spadl. Ve skutečnosti nebyly přímé příčiny jeho smrti nikde v románu dostatečně osvětleny, byť Rychlé šípy byly nakonec toho názoru, že Tleskačův pád zavinil jeho zámečnický mistr, tajemný Em (otec Mažňáka), když při jejich vzájemné hádce a potyčce na vrcholu zvonice Jan Tleskač nešťastnou náhodou přepadl přes zábradlí. Ten byl totiž se svým učněm ve stálém konfliktu a dlouhodobě usiloval i o plánek létacího kola. Závěr Rychlých šípů o Mažňákově podílu na smrti Jana Tleskače je nicméně nepodloženou spekulací, byť je na stránkách knihy prezentovaná jako velmi pravděpodobná.
Miloš Dvorský ve své knize Mýtus zvaný Stínadla na základě zajímavých paralel usuzuje, že jedním z inspiračních zdrojů Jaroslava Foglara mohla být při psaní sekvencí Tleskačova mládí povaha a dětská dobrodružství pozdějšího básníka Karla Hynka Máchy.
Podrobněji se měl původu Jana Tleskače věnovat čtvrtý stínadelský román s pracovním názvem Kdo byl Jan Tleskač?, který však zůstal už v počáteční fázi příprav nedokončen. Obsah klíčové pasáže publikoval knižně Miloš Dvorský v roce 2010.
Jaroslav Velinský ve svém pokračování stínadelské trilogie Poslední tajemství Jana T. uvádí (zřejmě dle vlastní fabulace), že rodné jméno Jana Tleskače znělo „Prokop Kisbel“, byl slovenského původu, narodil se 11. listopadu 1897 a zemřel 21. října 1913 (což ovšem odporuje dataci v deníku, toho roku bylo 21. října úterý, nikoliv sobota).

## Reflexe v reálném světě
Postava je často (od jisté doby obligátně v každém dílu, bez jakékoli souvislosti) zmiňována v satirickém komiksu Zelený Raoul – v řádce komentářů a řečnických otázek pod komiksem obvykle jako otázka další: „A co na to Jan Tleskač?“. 
Podle této postavy byla založena plzeňská skupina Tleskač, která má v repertoáru píseň s názvem „Příběh Jana Tleskače“.
Ve městě Kuřim byly od 90. let v souvislosti s výstavbou nové čtvrti pojmenovávány ulice podle postav a míst souvisejících s dílem Jaroslava Foglara, včetně Tleskačovy ulice. V červnu 2014 rozhodlo zastupitelstvo města Dobříš o pojmenování několika nových ulic na motivy díla Jaroslava Foglara. Jednou z nich se stala i ulice Jana Tleskače.. I v Plzni je po Janu Tleskačovi i dalších hrdinech stínadelské trilogie pojmenovaná ulice. Na základě těchto pojmenování se celé místo nazývá Stínadla.